# Referendum über die Stimme der australischen Ureinwohner 2023
Das Referendum über die Stimme der australischen Ureinwohner 2023 fand am 14. Oktober 2023 statt. Die Wähler wurden gefragt, ob sie einer Änderung der australischen Verfassung zustimmen. Die vorgeschlagene Änderung sah die Anerkennung der australischen Ureinwohner in der Verfassung vor, indem ein Gremium mit der Bezeichnung „Aboriginal and Torres Strait Islander Voice“ geschaffen werden sollte, das „gegenüber dem Parlament und der Regierung in Fragen, die die Aborigines und Torres-Strait-Insulaner betreffen, Stellung nehmen kann“. Der Änderungsvorschlag wurde abgelehnt.

## Vorbereitung
Die Frage des Referendums und die vorgeschlagene Änderung wurden am 23. März 2023 von Premierminister Anthony Albanese bekannt gegeben. Rechtsgrundlage für das Referendum ist das Gesetz namens Constitution Alteration (Aboriginal and Torres Strait Islander Voice) 2023, das am 30. März 2023 von Generalstaatsanwalt Mark Dreyfus im Bundesparlament eingebracht wurde. Das Gesetz wurde am 31. Mai 2023 vom Repräsentantenhaus und am 19. Juni 2023 vom Senat verabschiedet. Am 23. März 2023 gab die australische Regierung die vorgeschlagene Frage und die Änderung der Verfassung für das australische Referendum 2023 bekannt. Die vorgeschlagene Frage und Änderung wurde vom Parlament im Rahmen des parlamentarischen Verfahrens zur Änderung der Verfassung geprüft. Der Termin für das Referendum wurde von Albanese am 30. August 2023 bekannt gegeben. Die australische Regierung hat auf Anraten der Arbeitsgruppe für das Referendum der Ureinwohner auch Gestaltungsgrundsätze für die Stimme veröffentlicht. Es heißt, dass diese Grundsätze „die Form und Funktion der Stimme untermauern“ und „dann die Grundlage für die Gesetzgebung“ bilden werden, die das Parlament im Falle eines erfolgreichen Referendums zu prüfen hat. Am 11. September 2023 leitete Generalgouverneur David Hurley die Durchführung des Referendums förmlich ein, indem er der australischen Wahlkommission eine entsprechende Anordnung (Writ) erteilte.

## Abstimmungsfrage

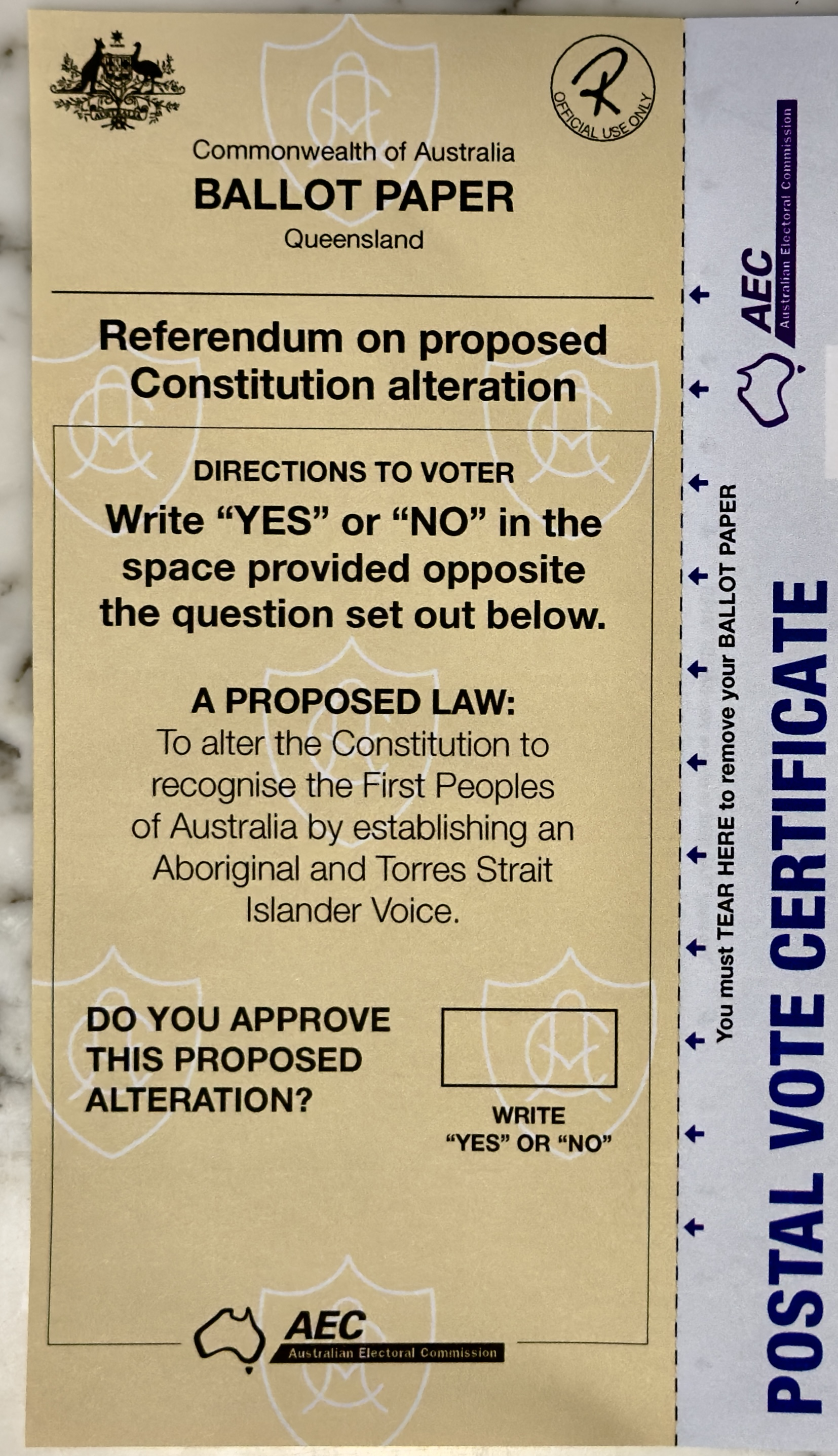
Stimmzettel beim Referendum

Die Frage, die dem australischen Volk bei der Volksabstimmung vorgelegt wurde, lautete:

„A Proposed Law: To alter the Constitution to recognise the First Peoples of Australia by establishing an Aboriginal and Torres Strait Islander Voice.
Do you approve this proposed alteration?“

„Ein Gesetzesvorschlag: Änderung der Verfassung zur Anerkennung der Ersten Völker Australiens durch die Einrichtung einer Stimme der Aborigines und Torres-Strait-Insulaner. Sind Sie mit dieser vorgeschlagenen Änderung einverstanden?“

## Vorgeschlagene Verfassungsänderung
Folgendes Kapitel sollte in die Verfassung aufgenommen werden:
129 Die Stimme der Aborigines und Torres-Strait-Insulaner
In Anerkennung der Aborigines und Torres-Strait-Insulaner als die ersten Völker Australiens:
1. wird ein Gremium mit der Bezeichnung „Stimme der Aborigines und Torres-Strait-Insulaner“ geschaffen;
2. kann die Stimme der Aborigines und Torres-Strait-Insulaner in Fragen, die die Aborigines und Torres-Strait-Insulaner betreffen, gegenüber dem Parlament und der Exekutivregierung des Commonwealth Stellung nehmen;
3. hat das Parlament vorbehaltlich dieser Verfassung die Befugnis, Gesetze in Bezug auf Angelegenheiten zu erlassen, die die Stimme der Aborigines und Torres-Strait-Insulaner betreffen, einschließlich ihrer Zusammensetzung, Funktionen, Befugnisse und Verfahren.

## Vorgeschlagene Gestaltung der „Stimme“
Die australische Regierung veröffentlichte außerdem eine Reihe von Gestaltungsgrundsätzen für die Aboriginal and Torres Strait Islander Voice, die als Leitfaden für die Gesetzgebung für die Voice dienen sollten. Premierminister Anthony Albanese erklärte, dass die Prinzipien „die Form und Funktion der Stimme untermauern“ werden und dass die Regierung im Falle eines erfolgreichen Referendums einen weiteren Prozess einrichten wird, damit diese [Gesetzgebung] abschließend ausgearbeitet werden kann. In einer anschließend von der Regierung herausgegebenen Informationsbroschüre hieß es, dass dieser Prozess die indigenen australischen Gemeinschaften, das Parlament und die breitere Gemeinschaft einbeziehen werde, wobei jegliche Gesetzgebung die normalen parlamentarischen Kontrollverfahren durchlaufen werde.

Die Gestaltungsgrundsätze lauteten wie folgt:
Die Stimme wird dem Parlament und der Regierung unabhängige Ratschläge erteilen.
- Die Stimme würde gegenüber dem Parlament und der Regierung in Angelegenheiten, die die Aborigines und Torres-Strait-Insulaner betreffen, Stellung nehmen.
- Die Stimme könnte proaktiv Stellungnahmen abgeben.
- Die Stimme könnte auf Ersuchen des Parlaments und der Regierung um Stellungnahmen reagieren.
- Die Stimme würde über eigene Ressourcen verfügen, die es ihr ermöglichen, zu recherchieren, zu entwickeln und zu repräsentieren.
- Das Parlament und die Regierung sollten bereits in einem frühen Stadium der Ausarbeitung von Gesetzes- und Politikvorschlägen schriftliche Stellungnahmen von der Stimme einholen.

Die Stimme wird von den Aborigines und Torres-Strait-Insulanern auf der Grundlage der Wünsche der lokalen Gemeinschaften gewählt.
- Die Mitglieder der Stimme würden von den Gemeinschaften der Aborigines und Torres-Strait-Insulaner gewählt und nicht von der Regierung ernannt.
- Die Mitglieder würden für einen bestimmten Zeitraum in der Stimme mitarbeiten, um eine regelmäßige Rechenschaftspflicht gegenüber ihren Gemeinschaften zu gewährleisten.
- Um die kulturelle Legitimität zu gewährleisten, würde die Art und Weise, in der die Mitglieder der Stimme gewählt werden, den Wünschen der lokalen Gemeinschaften entsprechen und durch den Prozess nach dem Referendum festgelegt werden.

Die Stimme wird repräsentativ für die Gemeinschaften der Aborigines und Torres-Strait-Insulaner sein, ein ausgewogenes Verhältnis zwischen den Geschlechtern aufweisen und die Jugend einschließen.
- Die Mitglieder der Stimme sind gemäß dem dreiteiligen Standardtest Aborigines und/oder Torres-Strait-Insulaner.
- Die Mitglieder würden aus allen Bundesstaaten, Territorien und den Torres-Strait-Inseln ausgewählt.
- Die Stimme würde aus speziellen Vertretern aus entlegenen Gebieten sowie aus Vertretern der Torres-Strait-Insulaner auf dem Festland bestehen.
- Die Stimme hätte eine ausgewogene Vertretung der Geschlechter auf nationaler Ebene.

Die Stimme wird ermächtigend, gemeinschaftsorientiert, integrativ, respektvoll und kulturell informiert sein.
- Von den Mitgliedern der Stimme wird erwartet, dass sie sich mit ihren Gemeinschaften verbinden und deren Wünsche widerspiegeln.
- Die Stimme würde sich mit Basisgemeinschaften und regionalen Einrichtungen beraten, um sicherzustellen, dass ihre Vertretungen von deren Erfahrungen geprägt sind, einschließlich der Erfahrungen derjenigen, die in der Vergangenheit von der Teilnahme ausgeschlossen waren.

Die Stimme wird rechenschaftspflichtig und transparent sein.
- Die Stimme unterliegt den üblichen Governance- und Berichtspflichten, um Transparenz und Rechenschaftspflicht zu gewährleisten.
- Die Mitglieder der Stimme würden in den Zuständigkeitsbereich der Nationalen Antikorruptionskommission fallen.
- Bei schwerwiegendem Fehlverhalten können die Mitglieder der Stimme sanktioniert oder abgesetzt werden.

Die Stimme wird mit bestehenden Organisationen und traditionellen Strukturen zusammenarbeiten.
- Die Stimme würde die Arbeit der bestehenden Organisationen respektieren.

Die Stimme hat keine Funktion als Programmlieferant.
- Die Stimme könnte Vorschläge zur Verbesserung von Programmen und Dienstleistungen unterbreiten, würde aber weder Geld verwalten noch Dienstleistungen erbringen.

Die Stimme wird kein Vetorecht haben.

## Abstimmungs- und Referendumsmechanismen

### Doppelte Mehrheit
Damit eine Verfassungsänderung in Kraft treten kann, muss sie von einer doppelten Mehrheit der Wähler gebilligt werden. Das bedeutet, dass für ein erfolgreiches Referendum Folgendes eintreten muss:
- mehr als die Hälfte der gesamten nationalen Stimmen müssen für die Änderung sein; und
- mehr als die Hälfte der Wähler in mindestens vier Bundesstaaten müssen dafür stimmen.

Wenn mehr als die Hälfte der gesamten nationalen Stimmen oder mehr als die Hälfte der Wähler in mindestens drei Bundesstaaten gegen die Änderung stimmen, ist das Referendum nicht erfolgreich.

### Wähler
Australische Staatsbürger und einige britische Staatsbürger können an australischen Wahlen oder Volksabstimmungen teilnehmen. Nach australischem Recht müssen alle Wahlberechtigten ihre Stimme auf einem zugelassenen Weg abgeben (persönlich, per Post oder per Telefon). Alle Wahlberechtigten müssen sich in ein Wählerverzeichnis eintragen lassen.
Personen müssen sich in das australische Wählerverzeichnis eintragen lassen und wählen, wenn folgende Voraussetzungen erfüllt sind:
- sie besitzen die australische Staatsbürgerschaft durch Geburt oder Einbürgerung oder sind britische Staatsbürger, die vor dem 27. Januar 1984 im Wählerverzeichnis eingetragen waren, und
- sind 18 Jahre oder älter (am Tag des Referendums) und
- wohnen seit mehr als einem Monat an der gleichen Adresse und
- fallen nicht unter eine Befreiung oder einen Ausschluss.

Ausnahmen von der Wahlpflicht gelten für Personen, die sich am Tag des Referendums im Ausland aufhalten, in einer australischen Station in der Antarktis stationiert sind, obdachlos sind oder keine feste Adresse haben. Eine Person, die zum Zeitpunkt des Referendums eine Haftstrafe von mehr als drei Jahren verbüßt, ist während der Haft von der Teilnahme an föderalen Wahlen oder Volksabstimmungen ausgeschlossen, muss aber weiterhin im Wählerverzeichnis eingetragen sein.

### Kosten
Die Mittel für das Referendum wurden der australischen Wahlkommission und der National Indigenous Australians Agency im Bundeshaushalt vom Oktober 2022 zur Verfügung gestellt, und zwar in Höhe von insgesamt 75,2 Millionen Dollar (ohne Rücklagen für unvorhergesehene Ausgaben) über zwei Jahre (GJ 2022–24).
- 52,6 Millionen Dollar für die australische Wahlkommission zur Vorbereitung und Durchführung des Referendums
- 16,1 Millionen Dollar für die australische Wahlkommission, um den Prozentsatz der wahlberechtigten First Nations zu erhöhen, die in die Wählerlisten eingetragen sind
- 6,5 Millionen Dollar für die National Indigenous Australians Agency zur Unterstützung der Vorbereitungen für das Referendum, einschließlich der entsprechenden Verwaltungsstrukturen

Für die Durchführung des Referendums standen weitere 160 Millionen Dollar aus der Bundesreserve für unvorhergesehene Ausgaben zur Verfügung. Im Mai 2023 kündigte die Regierung an, im Haushalt 2023 insgesamt 10,5 Millionen AUD für die Verbesserung der psychischen Gesundheitsdienste für indigene Völker im Vorfeld des Referendums bereitzustellen.

## „Ja“- und „Nein“-Kampagnen
Die Kampagnen für beide Seiten der Frage begannen Anfang 2023. Einige der beteiligten Gruppen und Einzelpersonen sind im Folgenden aufgeführt.

### Ja

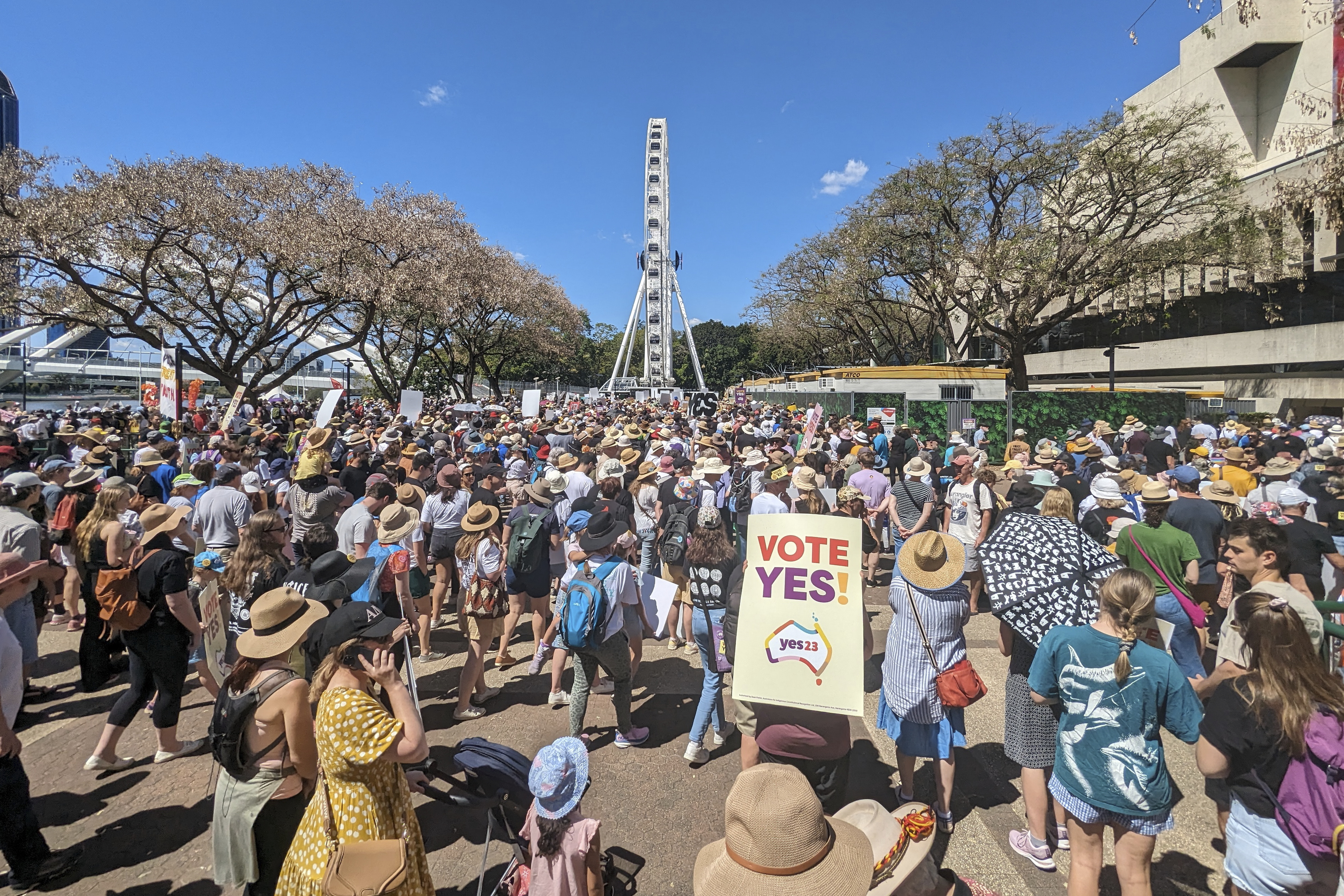
Veranstaltung der Befürworter am 17. September 2023 in Brisbane

- Uphold and Recognise (2015) wurde von dem Rechtsanwalt Damien Freeman und dem Sprecher der Koalition für indigene Australier, Julian Leeser (der nicht mehr in der Gruppe ist), gegründet. Ihr gehört der ehemalige Minister für indigene Australier, Ken Wyatt, als Vorstandsmitglied an und verfolgt einen Mitte-Rechts-Ansatz.[23]
- Der Uluru-Dialog (2017) ist ein Kollektiv, zu dem neben den Verfassern der Uluru-Erklärung aus dem Herzen auch verschiedene Akademiker und Juristen der Universität von New South Wales gehören; den Vorsitz haben Megan Davis und Pat Anderson.[23]
- From the Heart (2020) steht unter der Schirmherrschaft des Cape York Institute von Noel Pearson in Nord-Queensland.[23]
- Australians for Indigenous Constitutional Recognition (Australier für die verfassungsmäßige Anerkennung indigener Völker) ist eine Gruppe prominenter Australier unter dem gemeinsamen Vorsitz des Direktors des Business Council of Australia, Danny Gilbert, und der Aborigine-Filmemacherin Rachel Perkins. Zu den Vorstandsmitgliedern gehören Noel Pearson und Tony Nutt, ehemaliger Hauptberater von Premierminister John Howard;[23] und dem Autor und Funktionär der Maritime Union of Australia Thomas Mayo. Diese Gruppe betreibt die Kampagne „Yes23“.[24]
- Die parlamentarischen Freunde der Uluru-Erklärung (gegründet am 13. Februar 2023) sind eine überparteiliche Gruppe unter dem gemeinsamen Vorsitz von Gordon Reid (Labor), Bridget Archer (Liberale) und Allegra Spender (Unabhängige).[23]

Mayo zufolge verfolgen alle diese Kampagnengruppen das gleiche Ziel.

### Nein

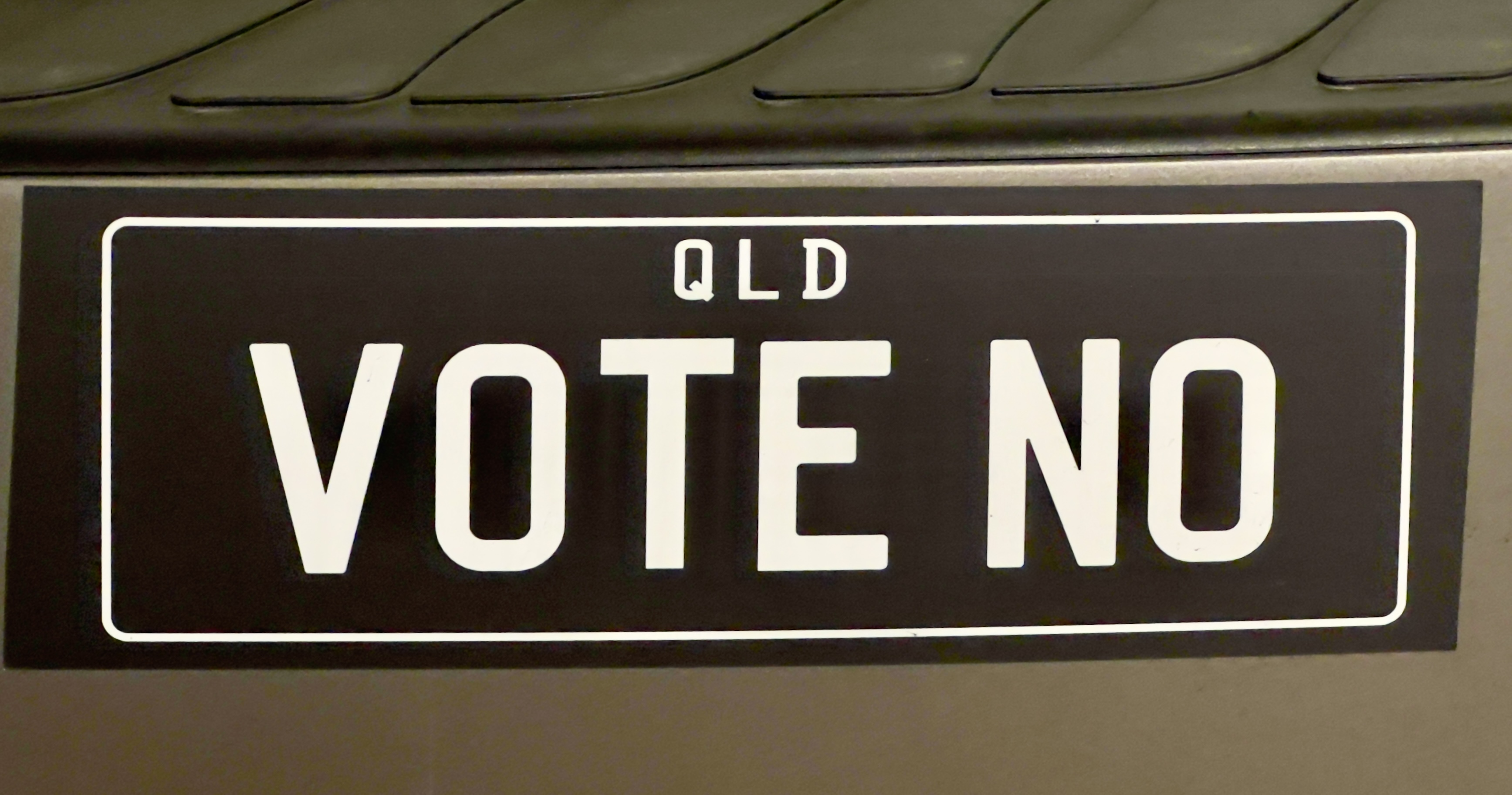
Ein Autoaufkleber in Queensland, der für die Nein-Kampagne wirbt. Wie in Meinungsumfragen weithin vorhergesagt, gab es in Queensland einen höheren Prozentsatz an Nein-Stimmen als in jedem anderen Staat oder Territorium, wobei über 68 % der Queenslander gegen das Referendum stimmten.

- Australians for Unity, gegründet am 11. Mai 2023, unter der Leitung von Warren Mundine und Jacinta Nampijinpa Price – beide indigene Australier. Es handelt sich um einen Zusammenschluss von zwei wichtigen früheren Kampagnen:[22]
  - Recognise a Better Way wurde von Mundine geleitet und umfasste den ehemaligen stellvertretenden Premierminister der Nationals, John Anderson, und den ehemaligen Minister der Keating-Regierung, Gary Johns.[23] Die im Januar 2023 gestartete Kampagne wurde von einer Gruppe namens „Voice No Case Committee“ ins Leben gerufen. Dem Komitee gehörten vier indigene Mitglieder an: Mundine; Price (die die Gruppe im Februar 2023 verließ, um sich Advance anzuschließen[23]); Gründer der Kings Creek Station Ian Conway, und Bob Liddle, Inhaber von Kemara Enterprises.[25][26]
  - Fair Australia war eine Nein-Kampagne unter der Leitung von Jacinta Nampijinpa Price (die ursprünglich der Gruppe Recognise a Better Way angehörte[22]) unter der Schirmherrschaft von Advance.[23]

- Advance (ehemals Advance Australia), eine konservative Lobbygruppe, hat eine Nein-Kampagne ins Leben gerufen, zu der auch eine neue Werbekampagne in den sozialen Medien mit dem Titel „The Voice is Not Enough“ (oder einfach „Not Enough“) gehört,[27] die sich an eine junge Bevölkerungsgruppe richtet und auf die „progressive Nein“-Stimme abzielt, indem sie suggeriert, dass die Stimme zu schwach wäre oder für die Aborigines und Torres Strait Islander nicht die Hauptpriorität darstellt. Mehrere Personen haben Advance vorgeworfen, ihre Ansichten falsch darzustellen und Fotos von ihnen ohne ihre Zustimmung in der Kampagne zu verwenden.[28] Darüber hinaus hat die Gruppe eine Facebook-Seite „Referendum News“ eingerichtet[29] mit Anti-Voice-Beiträgen und hat auf Facebook und Instagram Werbung gemacht.[30]

## Ergebnis
60,25 % der Abstimmenden entschieden sich gegen den Änderungsvorschlag. Zudem erhielt er in keinem Bundesstaat eine Mehrheit. Bezogen auf die Wahlkreise hatten die Befürworter in 33 der 151 Wahlkreise zum Repräsentantenhaus die Stimmenmehrheit.

Mehrheiten in den 151 Wahlkreisen zum Repräsentantenhaus.

| Bundesstaat/Territorium      | Ja-Votum  | Ja-Votum | Nein-Votum | Nein-Votum | Ungültige | Stimmen gesamt | Wahl- berechtigte |
| Bundesstaat/Territorium      | Zahl      | Prozent  | Zahl       | Prozent    | Ungültige | Stimmen gesamt | Wahl- berechtigte |
| ---------------------------- | --------- | -------- | ---------- | ---------- | --------- | -------------- | ----------------- |
| New South Wales              | 1.921.543 | 40,60 %  | 2.811.657  | 59,40 %    | 54.848    | 4.788.048      | 5.588.248         |
| Victoria                     | 1.718.544 | 45,28 %  | 2.077.211  | 54,72 %    | 37.235    | 3.832.990      | 4.468.879         |
| Queensland                   | 918.876   | 31,23 %  | 2.023.241  | 68,77 %    | 25.423    | 2.967.540      | 3.632.451         |
| Western Australia            | 535.094   | 36,44 %  | 933.300    | 63,56 %    | 12.630    | 1.481.024      | 1.826.521         |
| South Australia              | 397.091   | 35,59 %  | 718.664    | 64,41 %    | 11.042    | 1.126.797      | 1.283.394         |
| Tasmanien                    | 144.774   | 40,79 %  | 210.149    | 59,21 %    | 3.877     | 358.800        | 407.018           |
| Australian Capital Territory | 165.202   | 60,85 %  | 106.280    | 39,15 %    | 2.153     | 273.635        | 316.837           |
| Northern Territory           | 39.144    | 39,41 %  | 60.191     | 60,59 %    | 766       | 100.101        | 152.999           |
| Australien gesamt            | 5.841.817 | 39,51 %  | 8.942.161  | 60,49 %    | 148.007   | 14.928.935     | 17.676.347        |